# باتری دکمه‌ای

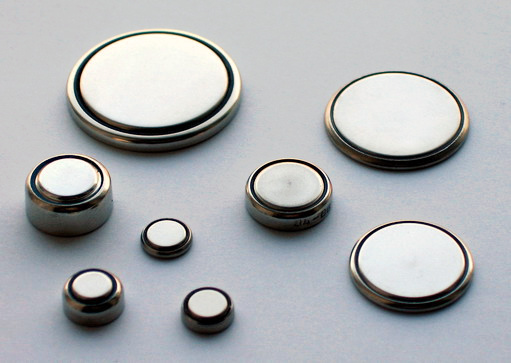
چند نمونه‌ای از باتری‌های دکمه‌ای

باتری‌های دکمه‌ای که با نام باتری‌های سکه‌ای و باتری ساعت نیز شناحته می‌شوند، گونه‌ای از باتری هستند که به شکل یک سیلندر با قطر ۵ تا ۲۰ میلی‌متر و ارتفاع ۱ تا ۶ میلی‌متر ساخته می‌شوند. این نوع از باتری‌ها عمدتاً برای استفاده در وسایل برقی کوچک و قابل حمل مانند ساعت‌های مچی و ماشین حساب به کار می‌روند. در این نوع از باتری‌ها پایانه‌های مثبت و منفی باتری، در دو وجه بالا و پایین قرار دارند و از جنس فولاد زنگ‌نزن هستند.
نام‌گذاری
اگر نگاه دقیقی به روی باتری‌های سکه ای داشته باشیم می‌توانیم کدی مشابه کد زیر ببینیم CR2032. که حرف اول اطلاعاتی دربارهٔ وضعیت شیمیایی باتری به ما می‌دهد که مثلاً در این مورد خاص c نشانه لیتیوم است. حرف دوم اطلاعاتی دربارهٔ شکل باتری می‌دهد که مثلاً R نشان دهنده Round بوده به معنی دایره. نهایتاً ۲۰ بیانگر قطر باتری است که باتری فوق دارای قطر ۲۰ میلیمتر می‌باشد و ۳۲ بیانگر ضخامت باتری است که ۳٫۲ میلیمتر است
جدول علائم شیمیایی باتری‌ها به شرح زیر است:
| عنصر شیمیایی | نماد   |
| ------------ | ------ |
| Alkaline     | L      |
| Silver       | S      |
| Zinc-air     | P      |
| Lithium      | C      |
| Lithium      | B      |
| Lithium      | G      |
| Mercury      | M or N |
| Alkaline     | LR     |
| Alkaline     | AG     |
| Silver Oxide | SR     |
| Silver Oxide | SG     |
| Lithium      | BR     |
| Lithium      | CR     |

## باتری سی‌آر۲۰۳۲

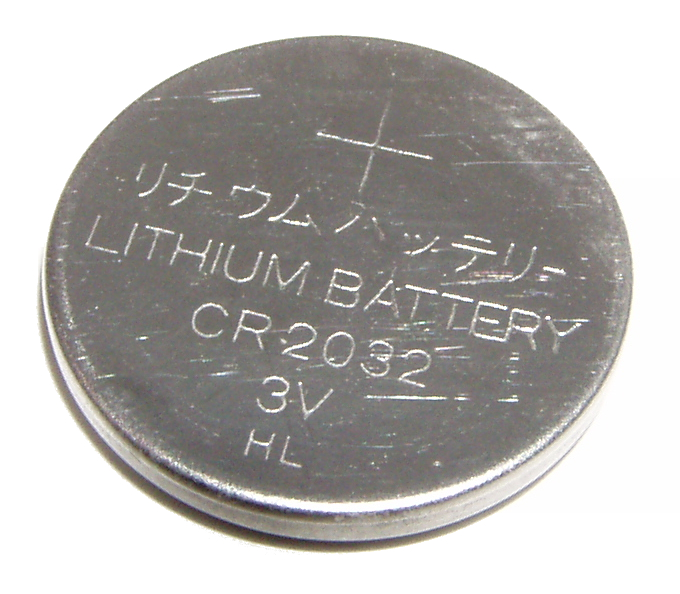
نمونه یک باتری سی‌آر۲۰۳۲

باتری سی‌آر۲۰۳۲ (به انگلیسی: CR2032 battery) گونه‌ای از باتری دکمه‌ای لیتیمی با ولتاژ ۳ ولت است که عمدتا برای تجهیزات قابل حملی چون کنترل از راه دور، تجهیزات ابزار دقیق و ساعت استفاده می‌شود. همچنین یکی دیگر از کاربردهای متداول این نوع باتری در برد سیماس رایانه‌ها است. این باتری به شکل یک سیلندر پهن با ارتفاع ۳٫۱±۰٫۱ میلی متر و قطر ۱۹٫۹.±۰٫۱ میلی متر است.
|                         | لیتیم-منگنز دی‌اکسید | لیتیم-carbon monofluoride |
| ----------------------- | ------------------- | ------------------------- |
| نام IEC                 | CR2032              | BR2032                    |
| نام ANSI/NEDA           | 5004LC              | 5004LB                    |
| ظرفیت                   | ۲۲۵ میلی آمپر ساعت  | ۱۹۰ میلی آمپر ساعت        |
| ولتاژ اسمی              | ۳٫۰ V               | ۲٫۸ V                     |
| درجه حرارت قابل استفاده | -۲۰ .. ۷۰ °C        | -۳۰ .. ۸۵ °C              |